# Gottfried von Reventlow
Gottfried Graf von Reventlow (* 30. März 1800 in Christiansholm bei Kopenhagen; † 26. April 1870 in Ratzeburg) war ein deutscher Verwaltungsjurist und Richter. Er war der letzte Präsident des lauenburgischen Hofgerichts in Ratzeburg.

## Leben

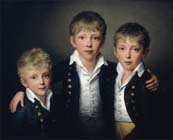
Gebrüder Reventlow

Gottfried von Reventlow stammte aus dem Haus Altenhof des schleswig-holsteinischen Uradelsgeschlechts (Equites Originarii) Reventlow und war der zweite Sohn von Cay Friedrich von Reventlow aus dessen zweiter Ehe mit Emilie Louise Henriette Gräfin von Bernstorff (* 7. Oktober 1776 in Kopenhagen; † 26. November 1855 in Preetz), Tochter des dänischen Staatsministers Andreas Peter von Bernstorff. Theodor von Reventlow auf Jersbek war sein jüngerer Bruder.
Ostern 1818 begann er ein Studium der Rechtswissenschaften an der Universität Kiel, zusammen mit seinem Bruder Theodor. Beide Brüder wechselten schon im Oktober 1818 an die Universität Heidelberg und kamen zum Wintersemester 1820, gemeinsam mit Ernst zu Rantzau, an die Universität Göttingen.
Nach bestandenem juristischen Examen vor dem holsteinischen Obergericht in Glückstadt trat er in den dänischen Verwaltungsdienst der Herzogtümer Holstein und Lauenburg. Er begann 1825 als supernumerärer Amtsschreiber im Amt Ratzeburg. 1829 wurde er Amtsschreiber und 2. Beamter dieses Amtes, ab 1831 mit dem Titel Amtmann. 1833 wechselte er als Zweiter Regierungsrat in die Regierung des Herzogtum Lauenburg. 
Ab 1839 hatte er eine dreifache Stellung: er war einer der beiden Räte, die zusammen mit dem Landdrost die Regierung des Herzogtums bildeten, erster herrschaftlicher Beisitzer am Hofgericht in Ratzeburg, sowie herrschaftlicher Assessor des lauenburgischen Konsistoriums. Das Hofgericht war die Mittelinstanz in Zivilsachen sowie das erkennende Gericht in Kriminalsachen für das gesamte Herzogtum Lauenburg. Für die Mitglieder der Ritterschaft und ihre Familien, für ganze Gemeinden, alle Staatsbeamten und sonstige Beamten war es die erste Instanz. Seit 1834 unterstand es dem Schleswig-Holstein-Lauenburgische Oberappellationsgericht.

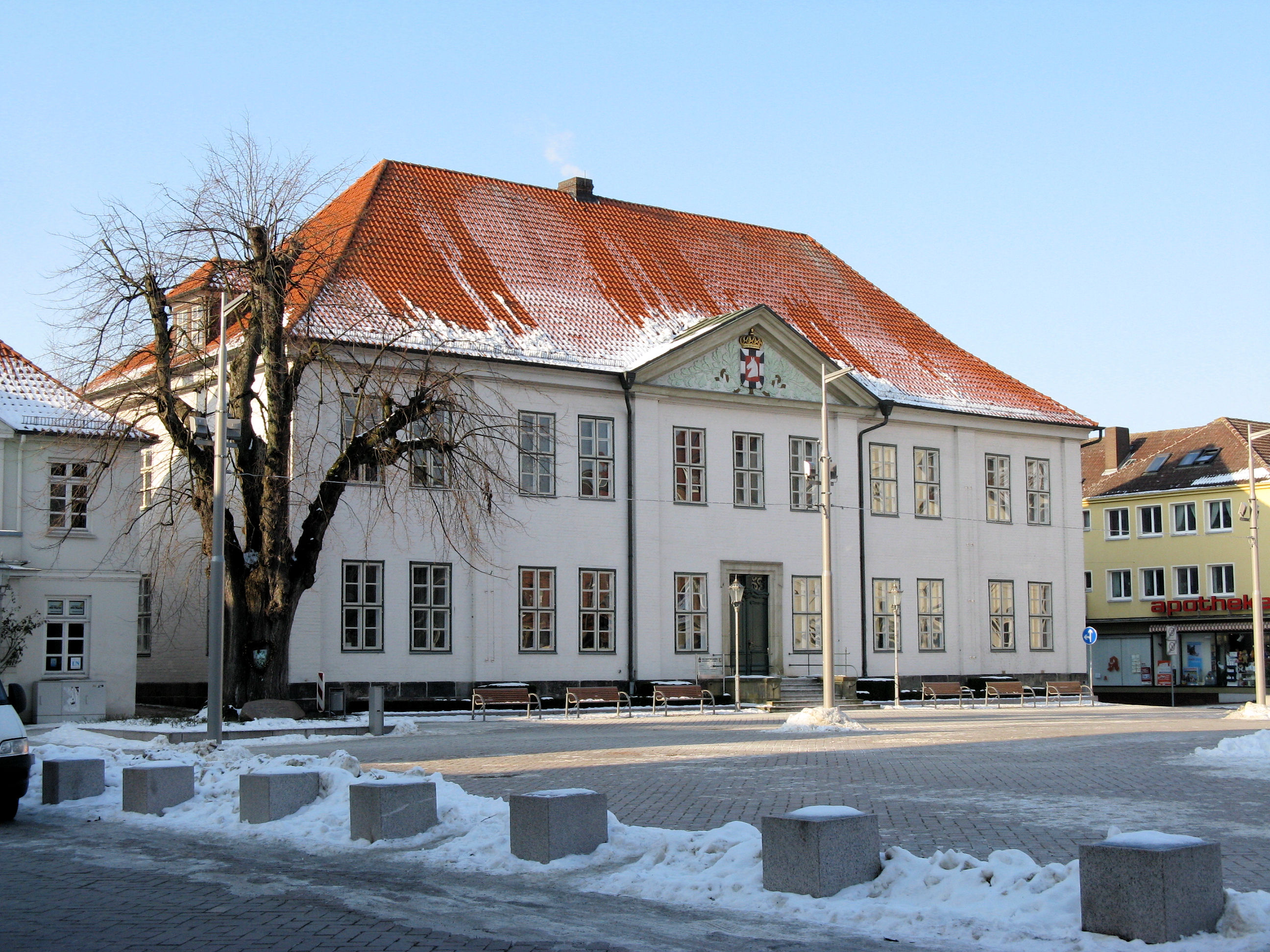
Gerichtsgebäude in Ratzeburg, später Kreishaus

Gottfried von Reventlow überstand die Schleswig-Holsteinische Erhebung, in der er sich, anders als sein Bruder, nicht engagierte. Mit der Wiederherstellung der dänischen Herrschaft im Herzogtum 1851 wurde zugleich die Trennung der Rechtsprechung von der Verwaltung vollzogen. Dabei wurde von Reventlow mit königlichem Patent vom 20. Mai 1851 zum Hofrichter und Präsidenten des Hofgerichts ernannt. Er behielt diese Stellung auch in der Zeit des Österreichisch-preußischen Kondominiums 1864 und nach dem Herrschaftswechsel des Herzogtums von Dänemark an Preußen in Folge der Gasteiner Konvention 1865.
Nach seinem Tod wurde der Posten nicht wieder besetzt und das Hofgericht zusammen mit der lauenburgischen Regierung zum 1. Januar 1872 aufgehoben.
Er schenkte der Stadt Ratzeburg einen dreiarmigen Kandelaber, der bis 1890 seinen Platz auf dem Markt hatte, dann der Statue Kaiser Wilhelms I. weichen musste und auf den Bahnhofsvorplatz versetzt wurde.

## Auszeichnungen
- Titel Kammerherr
- Dannebrogorden, Ritter
- Dannebrogsmann
- Dannebrogorden, Kommandeur
- 1865 Roter Adlerorden, 2. Klasse mit dem Stern[5]
- 1870 Roter Adlerorden, 1. Klasse[6]